# 11404 Wittig
11404 Wittig (1999 BX4) là một tiểu hành tinh vành đai chính được phát hiện ngày 19 tháng 1 năm 1999 bởi Khảo sát tiểu hành tinh OCA-DLR ở Caussols.